# Most Josef
Most Josef (hebrejsky: גשר יוסף, Gešer Josef) je most přes řeku Jordán v Izraeli, v Chulském údolí.
Nachází se na horním toku řeky Jordán, cca 32 kilometrů severně od břehu Galilejského jezera a cca 5 kilometrů jihovýchodně od města Kirjat Šmona. Přes most prochází lokální silnice 9779. Jižně od mostu leží vesnice Amir, na severní straně je to obec Sde Nechemja. Pojmenován je podle dvou zakladatelů kibucu Amir, jejichž rodné jméno bylo Josef, kteří padli v bojích během první arabsko-izraelské války v letech 1948–1949.